# District de Moulins (Nièvre)
Pour les articles homonymes, voir District de Moulins.
Le district de Moulins est une ancienne division territoriale française du département de la Nièvre de 1790 à 1795.
Il était composé des cantons de Moulins, Chatillon, Laroche, Luzy et Montigny.